# رومئو برتینی
رومئو برتینی (انگلیسی: Romeo Bertini; ۲۱ آوریل ۱۸۹۳ – ۲۹ اوت ۱۹۷۳) دونده ماراتن، دونده دو استقامت، و ورزشکار دو و میدانی اهل ایتالیا بود.